# Asz-Szufa al-Kabira
Asz-Szufa al-Kabira – wieś w Syrii, w muhafazie Al-Hasaka. W 2004 roku liczyła 193 mieszkańców.